# Campionati europei di nuoto
I Campionati europei di Nuoto, Tuffi, Nuoto sincronizzato e Nuoto in acque libere (European Aquatics Championships in Swimming, Diving, Synchronised Swimming and Open Water Swimming), comunemente noti come Campionati europei di nuoto, sono la più prestigiosa e longeva manifestazione organizzata dalla LEN, la federazione che sovrintende gli sport acquatici in Europa. All'interno di essa si assegnano i titoli europei di tutte le discipline della LEN, ad eccezione della pallanuoto, che è stata parte del programma dei campionati fino al 1997, mentre in seguito ha disputato un campionato indipendente.

## Storia
Il concetto di "campionato europeo di nuoto" è nato molto prima della prima guerra mondiale, addirittura prima dei primi Giochi Olimpici; dal 1889 al 1903 si sono disputate, infatti, tredici edizioni di una manifestazione internazionale con questo nome, organizzata tra l'Impero austro-ungarico e l'Impero tedesco, due nazioni in cui il nuoto era uno sport già consolidato, in cui parteciparono e vinsero campioni olimpici come Alfréd Hajós, Paul Neumann, Otto Wahle e Karl Ruberl. Per vedere però la nascita di campionati con una partecipazione continentale si è dovuto aspettare il 1925, quando al congresso della FINA di Praga l'ungherese Leo Donath (che è stato anche uno dei fondatori della LEN) propose la creazione dei campionati.
La prima edizione si disputò nel 1926; l'intenzione dei fondatori era quella di tenere i campionati negli anni pari non olimpici, intenzione non sempre rispettata: per esempio, nel 1930 e nel 1946 la manifestazione venne spostati all'anno successivo. Con la fondazione dei mondiali, i campionati europei si sono disputati, sempre con cadenza quadriennale, negli anni dispari fino al 1983, quando è diventata biennale. Dal 2000 in poi essi si svolgono negli anni pari, in primavera negli anni olimpici ed in estate in quelli non olimpici.

## Edizioni
I primi Campionati europei della storia del nuoto si sono svolti a Budapest, in Ungheria, nel 1926; all'epoca la squadra italiana aveva come suo alfiere l'olimpionico Emilio Polli.
Le nazioni che hanno ospitato i Campionati europei di nuoto il maggior numero di volte (quattro) sono l'Ungheria (tutte a Budapest) e la Germania (sommando un'edizione anteguerra, una ad Est, una ad Ovest e una post riunificazione), l'Italia e il Regno Unito. Seguono l'Austria, la Spagna e i Paesi Bassi (tre edizioni ciascuna).
| No.     | Anno | Sede                                          | Date                    | Gare | n° atl.   | n° naz. | Miglior nazione           |
| ------- | ---- | --------------------------------------------- | ----------------------- | ---- | --------- | ------- | ------------------------- |
| I       | 1926 | Budapest ( Ungheria)                          | 18 - 22 agosto          | 9    | ?         | ?       | Germania (5/3/4)          |
| II      | 1927 | Bologna (Italia)                              | 31 agosto - 4 settembre | 16   | ?         | ?       | Germania (5/5/6)          |
| III     | 1931 | Parigi ( Francia)                             | 23 - 30 agosto          | 16   | ?         | ?       | Ungheria (5/2/2)          |
| IV      | 1934 | Magdeburgo ( Germania)                        | 12 - 19 agosto          | 16   | 300 c.ca  | 17      | Germania (9/6/4)          |
| V       | 1938 | Londra ( Regno Unito)                         | 6 - 13 agosto           | 16   | ?         | ?       | Germania (5/7/2)          |
| VI      | 1947 | Monte Carlo ( Monaco)                         | 10 - 14 settembre       | 16   | ?         | ?       | Francia (6/1/1)           |
| VII     | 1950 | Vienna ( Austria)                             | 20 - 27 agosto          | 16   | ?         | ?       | Francia (4/6/2)           |
| VIII    | 1954 | Torino ( Italia)                              | 31 agosto - 5 settembre | 18   | ?         | ?       | Ungheria (9/6/3)          |
| IX      | 1958 | Budapest ( Ungheria)                          | 31 agosto - 6 settembre | 20   | ?         | ?       | Unione Sovietica (5/6/5)  |
| X       | 1962 | Lipsia ( Germania Est)                        | 18 - 25 agosto          | 23   | ?         | ?       | Paesi Bassi (6/5/5)       |
| XI      | 1966 | Utrecht ( Paesi Bassi)                        | 20 - 27 agosto          | 23   | ?         | ?       | Unione Sovietica (12/7/5) |
| XII     | 1970 | Barcellona ( Spagna)                          | 5 - 13 settembre        | 34   | ?         | ?       | Germania Est (16/9/9)     |
| XIII    | 1974 | Vienna ( Austria)                             | 18 - 25 agosto          | 37   | oltre 400 | 26      | Germania Est (17/15/4)    |
| XIV     | 1977 | Jönköping ( Svezia)                           | 13 - 21 agosto          | 37   | ?         | ?       | Germania Est (16/11/7)    |
| XV      | 1981 | Spalato ( Jugoslavia)                         | 5 - 12 settembre        | 37   | ?         | ?       | Germania Est (15/11/3)    |
| XVI     | 1983 | Roma ( Italia)                                | 20 - 27 agosto          | 38   | ?         | ?       | Germania Est (17/17/5)    |
| XVII    | 1985 | Sofia ( Bulgaria)                             | 4 - 11 agosto           | 38   | ?         | ?       | Germania Est (17/17/6)    |
| XVIII   | 1987 | Strasburgo ( Francia)                         | 16 - 23 agosto          | 41   | ?         | ?       | Germania Est (18/13/10)   |
| XIX     | 1989 | Bonn ( Germania Ovest)                        | 12 - 20 agosto          | 43   | ?         | ?       | Germania Est (16/11/11)   |
| XX      | 1991 | Atene ( Grecia)                               | 16 - 25 agosto          | 43   | ?         | ?       | Unione Sovietica (16/7/2) |
| XXI     | 1993 | Sheffield ( Regno Unito)                      | 29 luglio - 8 agosto    | 43   | ?         | ?       | Germania (15/6/8)         |
| XXII    | 1995 | Vienna ( Austria)                             | 22 - 27 agosto          | 47   | ?         | ?       | Russia (17/2/4)           |
| XXIII   | 1997 | Siviglia ( Spagna)                            | 13 - 24 agosto          | 51   | ?         | ?       | Russia (18/9/3)           |
| XXIV    | 1999 | Istanbul ( Turchia)                           | 22 luglio - 1º agosto   | 55   | ?         | ?       | Germania (12/13/11)       |
| XXV     | 2000 | Helsinki ( Finlandia)                         | 28 giugno - 9 luglio    | 55   | ?         | ?       | Russia (16/3/4)           |
| XXVI    | 2002 | Berlino ( Germania)                           | 25 luglio - 4 agosto    | 57   | 786       | 38      | Germania (15/12/9)        |
| XXVII   | 2004 | Madrid ( Spagna)                              | 5 - 16 maggio           | 58   | ?         | ?       | Ucraina (11/3/6)          |
| XXVIII  | 2006 | Budapest ( Ungheria)                          | 26 luglio - 6 agosto    | 58   | 1008      | 40      | Russia (16/7/3)           |
| XXIX    | 2008 | Eindhoven ( Paesi Bassi)                      | 13 - 24 marzo           | 54   | 1000      | 39      | Russia (12/8/5)           |
| XXX     | 2010 | Budapest ( Ungheria)                          | 4 - 15 agosto           | 61   | 966       | 43      | Russia (13/7/8)           |
| XXXI    | 2012 | Debrecen ( Ungheria) Eindhoven ( Paesi Bassi) | 14 - 27 maggio          | 40   | 570       | 44      | Ungheria (9/10/7)         |
| XXXII   | 2014 | Berlino ( Germania)                           | 13 - 24 agosto          | 40   | 572       | 44      | Gran Bretagna (11/8/8)    |
| XXXIII  | 2016 | Londra ( Regno Unito)                         | 9 - 22 maggio           | 40   | 583       | 45      | Gran Bretagna (10/11/12)  |
| XXXIV   | 2018 | Glasgow ( Regno Unito)                        | 3 - 12 agosto           | 43   | 1000      | 48      | Russia (10/10/6)          |
| XXXV    | 2021 | Budapest ( Ungheria)                          | 10 - 23 maggio          | 51   |           | 51      | Russia (20/9/13)          |
| XXXVI   | 2022 | Roma ( Italia)                                | 11 - 21 agosto          | 77   | 1500      | 47      | Italia (25/26/21)         |
| XXXVII  | 2024 | Belgrado ( Serbia)                            | 10 - 23 giugno          | 74   |           |         | Ungheria (12/9/10)        |
| XXXVIII | 2026 | Parigi ( Francia)                             |                         |      |           |         |                           |

## Programma
Il programma della manifestazione è gradualmente cresciuto dalle 9 gare della prima edizione alle 61 di Budapest 2010.
A Budapest 1926 si disputarono solo gare maschili di nuoto (in vasca olimpica da 50 metri), tuffi e pallanuoto; le donne fecero il loro esordio nella seconda edizione, ma non nella pallanuoto, il cui torneo femminile non si disputò all'interno della rassegna fino al 1987.
Il nuoto sincronizzato è entrato nel programma nel 1974 e il nuoto di fondo nel 1995.
A partire dal 1999 è stata organizzata una manifestazione indipendente per la pallanuoto, che non ha più fatto parte del programma dei campionati.
La LEN ha stabilito di assegnare i titoli europei di tuffi e di nuoto in acque libere anche al di fuori dei campionati, organizzando della manifestazioni indipendenti (europei di tuffi, europei di nuoto di fondo) negli anni dispari, che non porteranno all'uscita delle due discipline dalla rassegna principale. Tuttavia, l'edizione 2012, a causa di una serie di difficoltà organizzative, ha visto in scena solamente gare di nuoto, mentre fondo, tuffi e sincro hanno avuto rassegne indipendenti. Le quattro discipline sono tornate a svolgersi insieme nell'edizione di Berlino 2014, in cui, tra l'altro, hanno fatto il loro debutto le staffette miste (due uomini e due donne) con la 4x100 m stile libero e la 4x100 m mista.
Questo l'elenco dell'attuale programma dei campionati europei di nuoto, con accanto la data di esordio della gara:
| Sport/Gara                   | Anno di introduzione | Anno di introduzione |
| Sport/Gara                   | uomini               | donne                |
| ---------------------------- | -------------------- | -------------------- |
| Nuoto                        | 1926                 | 1927                 |
| 50 m stile libero            | 1987                 | 1987                 |
| 100 m stile libero           | 1926                 | 1927                 |
| 200 m stile libero           | 1970                 | 1970                 |
| 400 m stile libero           | 1926                 | 1927                 |
| 800 m stile libero           | 2008                 | 1970                 |
| 1500 m stile libero          | 1926                 | 2008                 |
| 50 m dorso                   | 1999                 | 1999                 |
| 100 m dorso                  | 1926                 | 1927                 |
| 200 m dorso                  | 1970                 | 1970                 |
| 50 m rana                    | 1999                 | 1999                 |
| 100 m rana                   | 1970                 | 1970                 |
| 200 m rana                   | 1926                 | 1927                 |
| 50 m delfino                 | 1999                 | 1999                 |
| 100 m delfino                | 1970                 | 1954                 |
| 200 m delfino                | 1954                 | 1970                 |
| 200 m misti                  | 1970                 | 1970                 |
| 400 m misti                  | 1962                 | 1962                 |
| 4x100 m stile libero         | 1962                 | 1927                 |
| 4x200 m stile libero         | 1926                 | 1983                 |
| 4x100 m misti                | 1958                 | 1958                 |
| 4X100 m mista mista          | 2014                 | 2014                 |
| 4x100 m mista a stile libero | 2014                 | 2014                 |
| 4x200 m mista a stile libero | 2018                 | 2018                 |

| Sport/Gara           | Anno di introduzione | Anno di introduzione |
| Sport/Gara           | uomini               | donne                |
| -------------------- | -------------------- | -------------------- |
| Tuffi                | 1926                 | 1927                 |
| Trampolino 1 m       | 1989                 | 1989                 |
| Trampolino 3 m       | 1926                 | 1927                 |
| Piattaforma 10 m     | 1926                 | 1927                 |
| T3 sincronizzati     | 1997                 | 1997                 |
| P10 sincronizzati    | 1997                 | 1997                 |
| Nuoto sincronizzato  | -                    | 1974                 |
| Solo                 | 2022                 | 1974                 |
| Duo                  | -                    | 1974                 |
| Squadra              | -                    | 1974                 |
| Combinato            | -                    | 2004                 |
| Nuoto di fondo       | 1995                 | 1995                 |
| 5 km                 | 1995                 | 1995                 |
| 10 km                | 2002                 | 2002                 |
| 25 km                | 1995                 | 1995                 |
| 5 km a squadre miste | 2010                 | 2010                 |
| Tuffi grandi altezze | 2022                 | 2022                 |

## Medagliere complessivo
(aggiornato a Belgrado 2024)

Sono incluse le medaglie di Nuoto (1926-2024) Tuffi (1926-2010; 2014-2024), Nuoto sincronizzato (1974-2010; 2014-2024), Nuoto di fondo (1995-2006; 2010; 2014-2024) e Pallanuoto (1926-1997).

| Pos.   | Paese                | Oro  | Argento | Bronzo | Totale |
| ------ | -------------------- | ---- | ------- | ------ | ------ |
| 1      | Russia               | 198  | 116     | 87     | 401    |
| 2      | Germania             | 180  | 167     | 142    | 489    |
| 3      | Italia               | 156  | 183     | 222    | 561    |
| 4      | Germania Est         | 146  | 116     | 68     | 330    |
| 5      | Ungheria             | 138  | 123     | 93     | 354    |
| 6      | Gran Bretagna        | 122  | 127     | 149    | 399    |
| 7      | Unione Sovietica     | 97   | 88      | 78     | 263    |
| 8      | Francia              | 95   | 109     | 107    | 311    |
| 9      | Paesi Bassi          | 94   | 98      | 95     | 287    |
| 10     | Ucraina              | 78   | 71      | 67     | 215    |
| 11     | Svezia               | 75   | 78      | 75     | 228    |
| 12     | Germania Ovest       | 41   | 33      | 49     | 123    |
| 13     | Spagna               | 38   | 65      | 52     | 155    |
| 14     | Danimarca            | 30   | 25      | 34     | 89     |
| 15     | Polonia              | 23   | 25      | 30     | 78     |
| 16     | Romania              | 17   | 27      | 32     | 75     |
| 17     | Austria              | 17   | 22      | 28     | 67     |
| 18     | Grecia               | 13   | 21      | 30     | 64     |
| 19     | Finlandia            | 13   | 10      | 12     | 35     |
| 20     | Israele              | 7    | 6       | 12     | 25     |
| 21     | Rep. Ceca            | 7    | 3       | 17     | 27     |
| 22     | Svizzera             | 6    | 17      | 21     | 44     |
| 23     | Norvegia             | 6    | 9       | 5      | 20     |
| 24     | Belgio               | 6    | 7       | 17     | 30     |
| 25     | Bielorussia          | 5    | 10      | 17     | 32     |
| 26     | Irlanda              | 5    | 7       | 2      | 14     |
| 27     | Lituania             | 5    | 6       | 14     | 25     |
| 28     | Serbia               | 5    | 1       | 3      | 9      |
| 29     | Slovacchia           | 3    | 11      | 6      | 20     |
| 30     | Bulgaria             | 3    | 4       | 9      | 16     |
| 31     | Jugoslavia           | 2    | 15      | 13     | 30     |
| 32     | Croazia              | 2    | 7       | 7      | 16     |
| 33     | Slovenia             | 2    | 5       | 10     | 17     |
| 34     | Cecoslovacchia       | 2    | 4       | 12     | 18     |
| 35     | Turchia              | 2    | 1       | 6      | 9      |
| 36     | Portogallo           | 1    | 1       | 7      | 9      |
| 37     | Bosnia ed Erzegovina | 1    | 1       | 1      | 3      |
| 38     | Estonia              | 1    | 1       | 0      | 2      |
| 39     | Fær Øer              | 0    | 3       | 0      | 3      |
| 40     | Islanda              | 0    | 2       | 1      | 3      |
| 41     | Armenia              | 0    | 0       | 1      | 1      |
| Totale | Totale               | 1568 | 1587    | 1585   | 4696   |

## Trofeo dei Campionati
La LEN, oltre agli atleti, assegna un premio oggi denominato Championships Trophy (Trofeo dei campionati) alle Federazioni. Vengono conferiti quattro trofei, uno per ogni disciplina, attraverso l'attribuzione di un punteggio agli atleti o alle squadre a seconda del piazzamento in ciascuna gara; il sistema di punteggio varia per le singole discipline.

Il trofeo è nato con la prima edizione dei campionati nel 1926 col nome di Coppa Europa, all'inizio solo per le squadre maschili e comprendeva il nuoto e i tuffi. Nel 1934 è stata aggiunta la Coppa Bredius, riservata alle squadre femminili e che sommava i risultati di nuoto e tuffi. Dal 1966 in poi è stato assegnato un trofeo separato per i tuffi, dal 1974 quello per il nuoto sincronizzato e dal 1977 il trofeo per il nuoto è stato unificato.
| Ediz. | Coppa Europa     | Coppa Bredius    |
| ----- | ---------------- | ---------------- |
| 1926  | Germania         | --               |
| 1927  | Germania         | --               |
| 1931  | Ungheria         | --               |
| 1934  | Germania         | Paesi Bassi      |
| 1938  | Germania         | Danimarca        |
| 1947  | Ungheria         | Danimarca        |
| 1950  | Francia          | Paesi Bassi      |
| 1954  | Ungheria         | Ungheria         |
| 1958  | Unione Sovietica | Paesi Bassi      |
| 1962  | Unione Sovietica | Paesi Bassi      |
| 1966  | Unione Sovietica | Unione Sovietica |
| 1970  | Germania Est     | Germania Est     |
| 1974  | Unione Sovietica | Germania Est     |

| Ediz. | Nuoto         | Tuffi             | Sincro           | Fondo            |
| ----- | ------------- | ----------------- | ---------------- | ---------------- |
| 1966  |               | Unione Sovietica  |                  |                  |
| 1970  |               | Germania Est      |                  |                  |
| 1974  |               | Unione Sovietica  | Gran Bretagna    |                  |
| 1977  | Germania Est  | Unione Sovietica  | Gran Bretagna    |                  |
| 1981  | Germania Est  | Unione Sovietica  | Gran Bretagna    |                  |
| 1983  | Germania Est  | Unione Sovietica  | Gran Bretagna    |                  |
| 1985  | Germania Est  | Unione Sovietica  | Francia          |                  |
| 1987  | Germania Est  | Unione Sovietica  | Francia          |                  |
| 1989  | Germania Est  | Unione Sovietica  | Francia          |                  |
| 1991  | Germania      | Unione Sovietica  | Unione Sovietica |                  |
| 1993  | Germania      | Germania          | Russia           |                  |
| 1995  | Germania      | Germania / Russia | Russia           | ?                |
| 1997  | Germania      | Germania          | Russia           | ?                |
| 1999  | Germania      | Germania          | Russia           | ?                |
| 2000  | Italia        | Russia            | Russia           | ?                |
| 2002  | Germania      | Germania          | Russia           | ?                |
| 2004  | Russia        | Germania          | Russia           | Germania         |
| 2006  | Gran Bretagna | Russia            | Russia           | Germania         |
| 2008  | Russia        | ?                 | Spagna           | non in programma |
| 2010  | Francia       | Germania          | Russia           | Italia           |
| 2012  | Italia        | non in programma  | non in programma | non in programma |
| 2014  | Italia        | Germania          | Ucraina          | Italia           |
| 2016  | Italia        | Russia            | Ucraina          | Italia           |
| 2018  | Russia        | Regno Unito       | Italia           | Italia           |
| 2020  | Italia        | Russia            | Ucraina          | Italia           |
| 2022  | Italia        | Italia            | Italia           | Italia           |
| 2024  | Ungheria      | Ucraina           | ?                | Italia           |